# BasiL
BasiL은 일본의 게임 제작사이다. 대표작으로는 그것은 흩날리는 벚꽃처럼이 있다. 현재 Navel에서 근무중인 앗쵸리케, 니시마타 아오이, 오쟈쿠손 등이 이전에 소속해있던 회사였다.

## 연혁
당시 동인 활동을 하고 있었던 니시마타 아오이 등을 사장이 스카우트 해 설립되었다. 니시마타의 원화에 의한 히트작을 여러개 냈지만, 스탭과 사장의 대립에 의해, 2003년 1월 소속 스탭 전원이 퇴사. 회사는 활동을 쉬는 상태가 되었다. 퇴사한 스탭의 상당수는 Navel의 설립에 참가했다.
2007년 말에 활동을 재개. 2008년 1월 28일에 홈페이지에서 활동 재개가 발표되어 10월 31일에 「그것은 흩날리는 벚꽃처럼 완전판」이 발매되었다. 2009년 7월 31일에는, 일찍이 제작한 「Bless ~close your eyes, open your mind.~」 「21 -Two One-」이나 미니 게임, 신작 「론도-O-va-chua-」의 체험판등을 수록한 「모기타테 BasiL! -commencement-」(이)가 발매되었다.
2009년 12월 18일, 「론도-O-va-chua-」의 타이틀을 변경한 신작 「ReBirth -기억에 뽑는 윤무곡-」(이)가 발매가 결정되었다고 공지되었다. BasiL이 활동을 재개하고 나서 첫 오리지널 작품이며, 2010년 봄 발매 예정이라고 발표되었다. 그러나, 잡지에서는 「BugBug」2010년 3월호(2월3일 발매)를 마지막으로 신규 정보가 나와 있지 않다. 공식 홈페이지도 2010년 2월 16일 이후 갱신되지 않고, 스탭이 쓰는 블로그도 2010년 2월 22일을 마지막으로 갱신되어 있지 않다. 원화를 담당하고 있었던 猫生いづる은, 자사이트의 4월 5일자로「여러 가지 사정으로 5월부터 제작이 다시 진행될 것」이라고 밝혔다.

## 작품 일람
- 2000년 9월 8일 - Bless ~close your eyes, open your mind.~
- 2001년 5월 25일 - 21 -Two One-
- 2002년 6월 28일 - 그것은 흩날리는 벚꽃처럼
- 2008년 10월 31일 - 그것은 흩날리는 벚꽃처럼 완전판
- 2009년 7월 31일 - 모기타테 BasiL! -commencement-

## 스태프 일람
- 앗쵸리케 - Navel 창립멤버
- 니시마타 아오이 - Navel 창립멤버
- 스즈히라 히로 - Navel 창립멤버. 현재는 프리랜서로 활동중
- 오쟈쿠손 - Navel 창립멤버
- 사이토 요코 - Navel 창립멤버
- 아고바리아 - 우인도미루에서 Navel로 이직. 이후 프리랜서에서 현재는 Rosebleu의 창립멤버
- 아오 - Navel 창립멤버. 현재는 퇴사
- 마릴린☆카토우 - 우인도미루에서 Navel로 이직. 게임제작계에서 은퇴했다가, 신생 BasiL의 신작 2개에 참여.